# 清水村 (東京府)
清水村（しみずむら）とは、神奈川県、東京府北多摩郡にかつて存在した村である。現在の東大和市の東部に位置する。東大和市の地名として現存する。

## 歴史

### 沿革
- 1889年（明治22年）4月1日 - 町村制の施行に伴い、神奈川県北多摩郡清水村、狭山村、高木村、奈良橋村、蔵敷村、芋窪村が町村組合を結成し、高木村外五ヶ村組合が発足[1]。
- 1893年（明治26年）4月1日 - 東京府へ移管[2]。
- 1919年（大正8年）11月1日 - 高木村外五ヶ村組合を廃止。各村が合併して大和村を新設[3]。同日清水村廃止。